# Höll und Haid
Höll und Haid ist eine Gemarkung in der Gemeinde Pullenreuth im Landkreis Tirschenreuth und war bis 1946 eine Gemeinde im Landkreis Kemnath.
Die Gemarkung Höll u.Haid (Gemarkungsnummer 094205) liegt vollständig auf dem Gebiet der Gemeinde Pullenreuth. Sie hat eine Fläche von 366,9 Hektar und liegt im Nordwesten des Gemeindegebiets. Auf der Gemarkung liegen die Pullenreuther Gemeindeteile Haid, Höll und der nördliche Teil von Langentheilen. Die benachbarten Gemarkungen sind Rodenzenreuth, Langentheilen, Dechantsees und Neusorg. Die Gemarkung bildet annähernd den Gebietsstand der ehemaligen Gemeinde Höll und Haid ab.

## Geschichte
Die Gemeinde Höll und Haid gehörte zum Landkreis Kemnath und bestand aus den beiden Orten Haid und Höll. Sie wurde 1946 in die Gemeinde Langentheilen eingemeindet. Diese wurde im Zuge der Gebietsreform in Bayern im Jahr 1978 aufgelöst und großteils nach Pullenreuth eingegliedert, wodurch auch das Gebiet der früheren Gemeinde Höll und Haid zur Gemeinde Pullenreuth kam.
Orte und Einwohnerentwicklung
Der Einwohnerstand der Gemeinde schwankte in der Zeit von 1840 bis 1939 zwischen 91 und 126 Einwohnern.
| Einwohnerentwicklung | Einwohnerentwicklung   | Jahr | Jahr | Jahr | Jahr | Jahr | Jahr | Jahr | Jahr | Jahr | Jahr | Jahr | Jahr | Jahr | Jahr |
| -------------------- | ---------------------- | ---- | ---- | ---- | ---- | ---- | ---- | ---- | ---- | ---- | ---- | ---- | ---- | ---- | ---- |
| Einwohnerentwicklung | Einwohnerentwicklung   | 1840 | 1852 | 1861 | 1867 | 1871 | 1875 | 1885 | 1900 | 1925 | 1939 | 1950 | 1961 | 1970 | 1987 |
| Einwohner            | Gemeinde Höll und Haid | 113  | 101  | 102  | 111  | 120  | 126  | 102  | 94   | 91   | 103  |      |      |      |      |
| Einwohner            | Haid                   |      |      | 51   |      | 61   | 61   | 52   | 45   | 53   |      | 52   | 40   | 53   | 43   |
| Einwohner            | Höll                   |      |      | 51   |      | 59   | 65   | 50   | 49   | 38   |      | 61   | 52   | 55   | 46   |